# 大橋ダム
大橋ダム（おおはしダム）は、高知県吾川郡いの町、吉野川水系吉野川に建設されたダム。高さ73.5メートルの重力式コンクリートダムで、四国電力の発電用ダムである。同社の水力発電所・大橋発電所に送水し、最大5,500キロワットの電力を発生する。また、揚水式水力発電所・本川（ほんがわ）発電所の下池を形成。上池・稲村ダムとの間で水を往来させ、最大61万5,000キロワットの電力を発生する。土木学会選奨土木遺産。

## 歴史

### 建設
四国を流れる吉野川は水量が豊富で、上流部は急流であることから水力発電の適地であった。愛媛県に別子銅山ほか多くの工場を抱える住友財閥は、吉野川における水力発電所建設を進めるべく、1919年（大正8年）に土佐吉野川水力電気（現・住友共同電力）を設立。吉野川上流部の奥吉野渓谷に高薮発電所（1万4,300キロワット）を建設し、1930年（昭和5年）に運転を開始した。同社はさらに上流部への開発進出を構想。吉野川を流れる水を、分水界を隔てて南を流れる仁淀川水系枝川川に分水し、その水量と地形とを利用した水力発電を行うことを計画した。しかし、この計画では分水後、下流における水量の減少は免れない。このため、高薮発電所と上流の分水取水口との間に大橋ダムを建設し、大規模な人造湖を形成することで川の流量を調整する方策が立てられた。
1934年（昭和9年）、土佐吉野川水力電気は四国中央電力に改名し、1937年（昭和12年）より大橋ダムの建設に着手。工事には朝鮮半島の赴戦江ダムや静岡県・大井川水系の千頭ダムの建設に携わった技術者を招き、コンクリートの配合について検討させた。地質調査の結果、コンクリートの骨材に適した岩石がダム建設地点の付近からは採取できないことが判明。このため、南に22キロメートル離れた仁淀川流域の勝賀瀬まで索道を敷設し、そこで採取した岩石を搬入することになった。大橋ダムは1939年（昭和14年）に完成。同年、大橋ダムから取り入れた水を利用する大橋発電所（当時5,300キロワット）が運転を開始した。
その後、四国中央電力は大橋ダムの上流から仁淀川へ通じる分水路の建設を進め、1940年（昭和15年）に分水第一発電所（2万6,600キロワット）を、1941年（昭和16年）に分水第二発電所（7,800キロワット）・分水第三発電所（1万900キロワット）を運転開始。しかし、その間にも日本政府は電気事業の国家管理を目指して着々と準備を進め、1939年に日本発送電を設立した。四国中央電力は大橋ダムや分水系発電所を始めとする多くの水力発電所を日本発送電や、同じく国家管理の下に設立された配電会社である四国配電に出資し、1943年（昭和18年）に現在の住友共同電力に改名した。日本発送電は四国中央電力が進めていた開発を引き継ぎ、1949年（昭和24年）に大橋ダム上流で長沢ダムおよび長沢発電所（5,200キロワット）を、1950年（昭和25年）に分水系最下流にして最後の分水第四発電所（8,100キロワット）を完成させている。

### 再開発
戦後を迎えると日本発送電が分割・民営化され、大橋ダムや長沢ダム、分水系発電所など、四国の水力発電所の多くは四国電力が継承した。同社は高度経済成長により増え続ける電力需要に応え、火力発電所や原子力発電所との連携により先鋭化するピーク需要を満たす供給力として大規模揚水発電所・本川発電所（61万5,000キロワット）の建設を計画。その下池として大橋ダムが流用されることになった。稲叢山を隔てて東を流れる吉野川水系瀬戸川には上池となる稲村ダムが建設され、2つの人造湖はトンネル水路によって連結された。本川発電所の運転開始は1982年（昭和57年）のことである。
その後、大橋発電所についても老朽化が顕著に見られるようになったことから、水車発電機の取り替え工事が計画され、これを2001年（平成13年）3月に完了した。発電用水車として用いているフランシス水車の設計が見直されたことにより、大橋発電所の出力は200キロワット増強され、最大5,500キロワットの電力を発生できるようになった。

## 周辺
高知自動車道・大豊インターチェンジから早明浦ダムを過ぎ、吉野川沿いに敷かれた高知県道17号本川大杉線を上流へと進んでゆくと、広大なさめうら湖も次第に先細りしてゆく。河道に砂利の川原が現れ始めたところで、住友共同電力の高薮発電所が見えてくる。大橋ダムはその上流にあり、その全容はダム下流の道路から見ることができる。
大橋ダムの高さは73.5メートルで、戦前の日本のダムとしては上位4番目に位置していた。これを高評価した土木学会は、2002年（平成14年）に土木学会選奨土木遺産として認定した。ダム天端は車道になっており、重量制限が科せられているものの、自由に通行できる。照明として設置された古風なデザインの電灯が大橋ダムの歴史を感じさせてくれる。湖畔には四国電力が本川発電所の建設を機に設置した広報施設・エネルギープラザ本川があり、大橋ダムや本川発電所の見学を受け付けている。
大橋ダムの上流には長沢ダムや大森川ダムがある。また、大橋ダムから稲叢山の向こうには、本川発電所を介して水を往来させている稲村ダムがある。

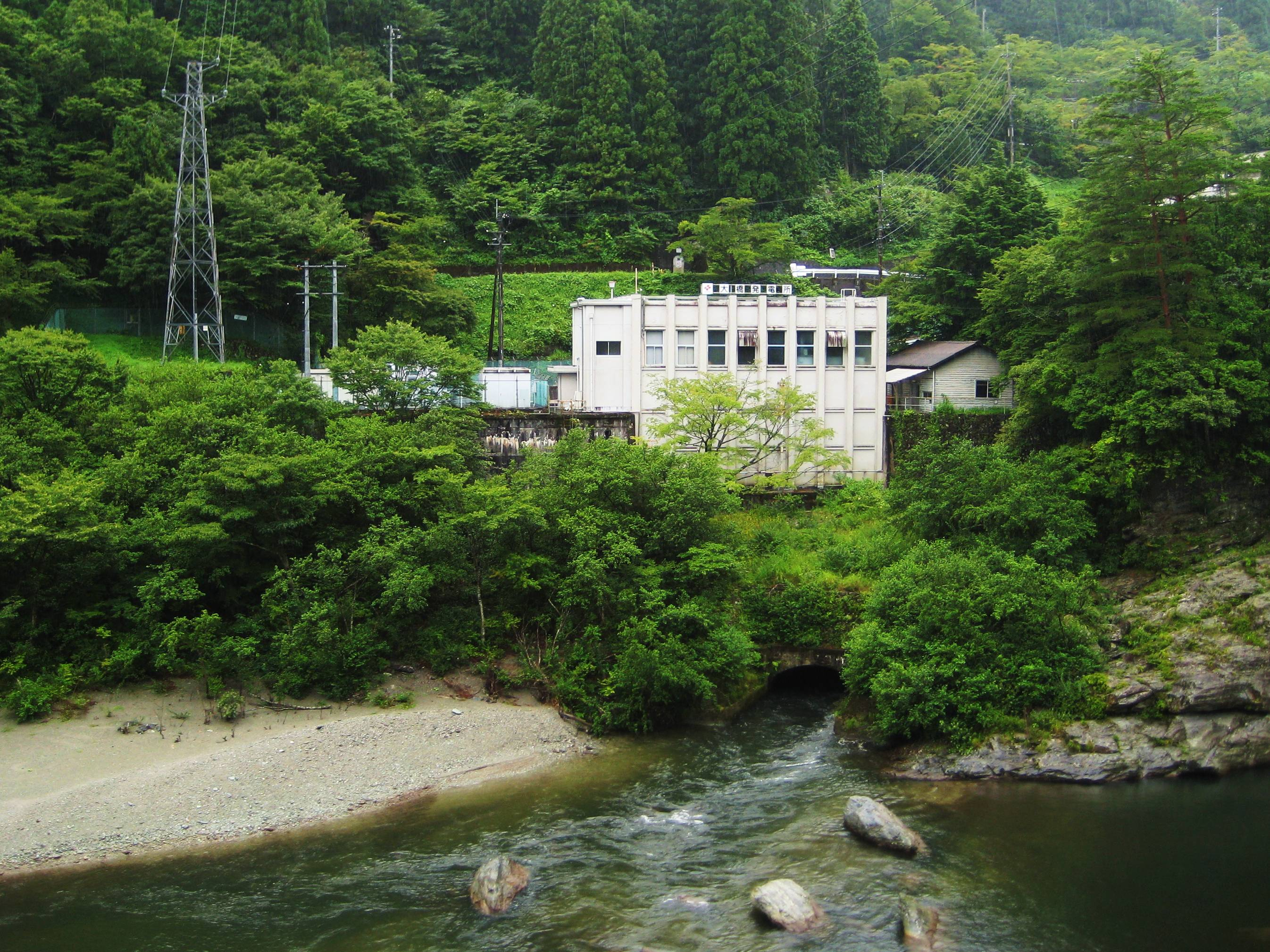
大橋発電所
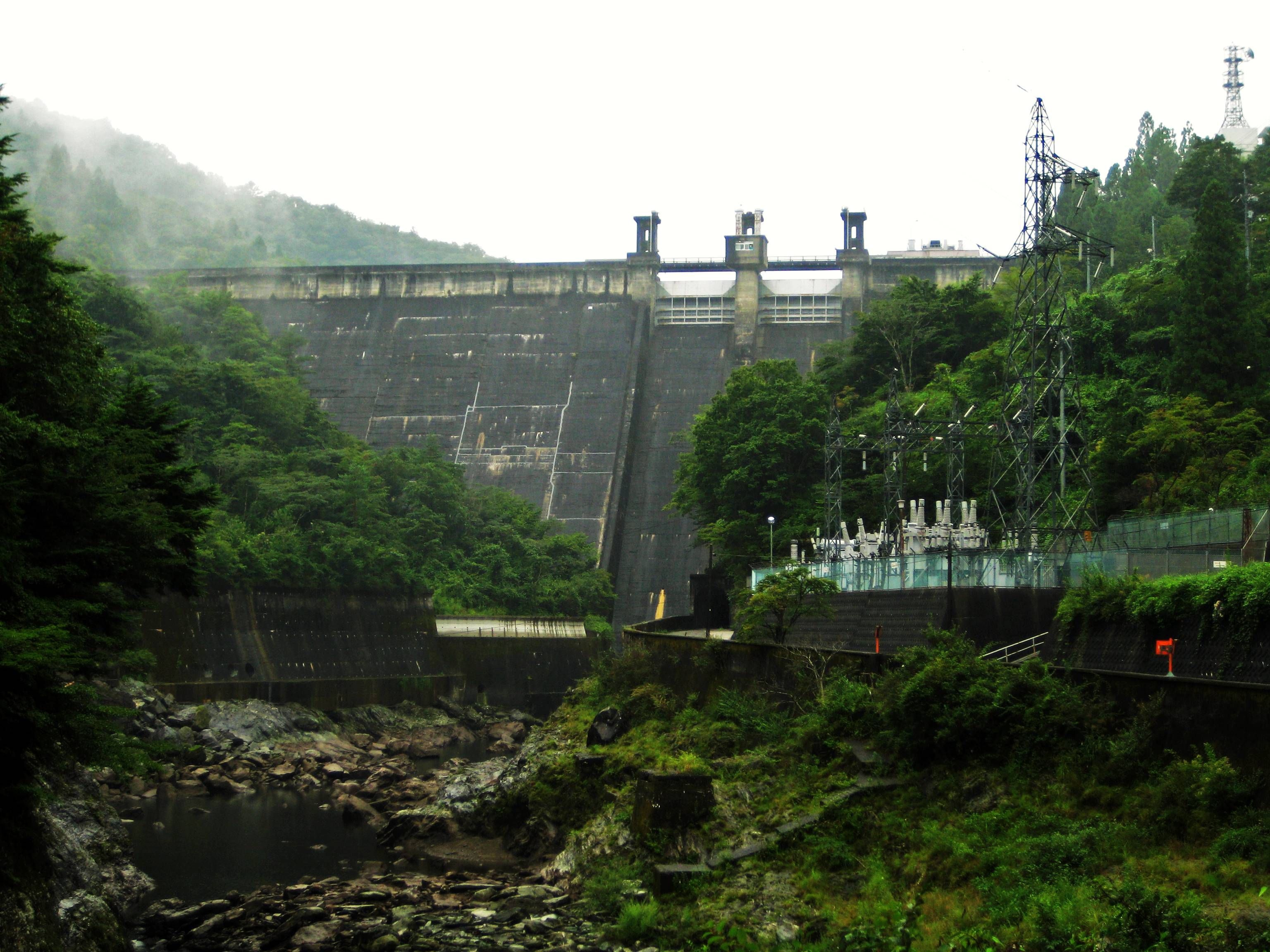
大橋ダム上流の長沢ダム
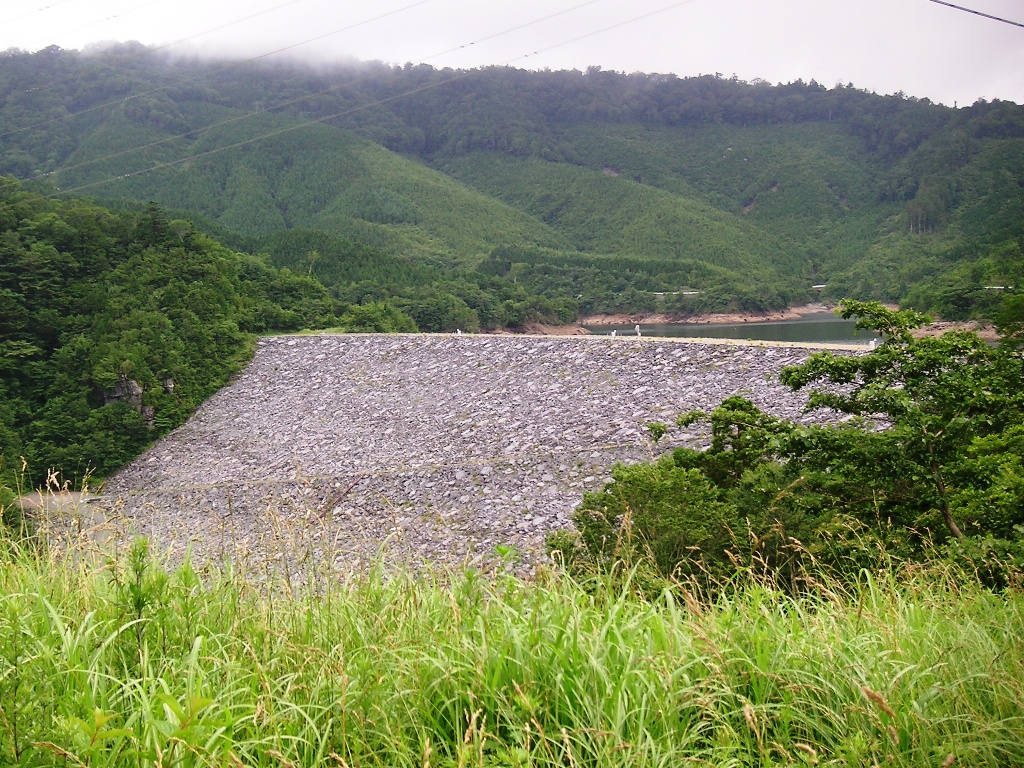
本川発電所上池・稲村ダム